# Reino Lehväslaiho
Reino Veikko Lehväslaiho (ur. 13 kwietnia 1922 w Akaa, zm. 27 marca 2019 w Seinäjoki) – fiński żołnierz, as pancerny i pisarz. 

## Życiorys
Lehväslaiho w wieku siedemnastu lat zgłosił się do fińskiej armii jako ochotnik do wojny zimowej. Brał udział w wojnie zimowej, wojnie lapońskiej oraz wojnie kontynuacyjnej. W czasie walk był trzykrotnie ranny. Służył między innymi jako strzelec w czołgu T-34. W 1944 roku po rozpoczęciu operacji wyborskiej (operacja ta była częścią operacji wyborsko-pietrozawodzkiej) został przeniesiony na front karelski, gdzie zniszczył pięć (wedle innych źródeł siedem) czołgów T-34 i jedno działo samobieżne ISU-152. Po zakończeniu wojny rozpoczął działalność literacką. Większość książek jego autorstwa dotyczyła udziału Finlandii w II wojnie światowej. Napisał ponad czterdzieści książek. Otrzymał wiele odznaczeń i nagród literackich.